# Catarina Paraguaçu
Catarina Álvares Paraguaçu (Bahía, c. 1503-Bahía, 26 de enero de 1583) fue una indígena tupinambá, de la región donde hoy se encuentra el estado de Bahía. Según el certificado de bautismo, celebrado el 30 de julio de 1528 en Saint-Malo, Francia, y encontrado en Canadá, su nombre real sería "Guaibimpará" y no "Paraguaçu" (nombre que significa "gran mar"), como registra Fray Santa Rita Durão en su poema Caramuru.

## Biografía

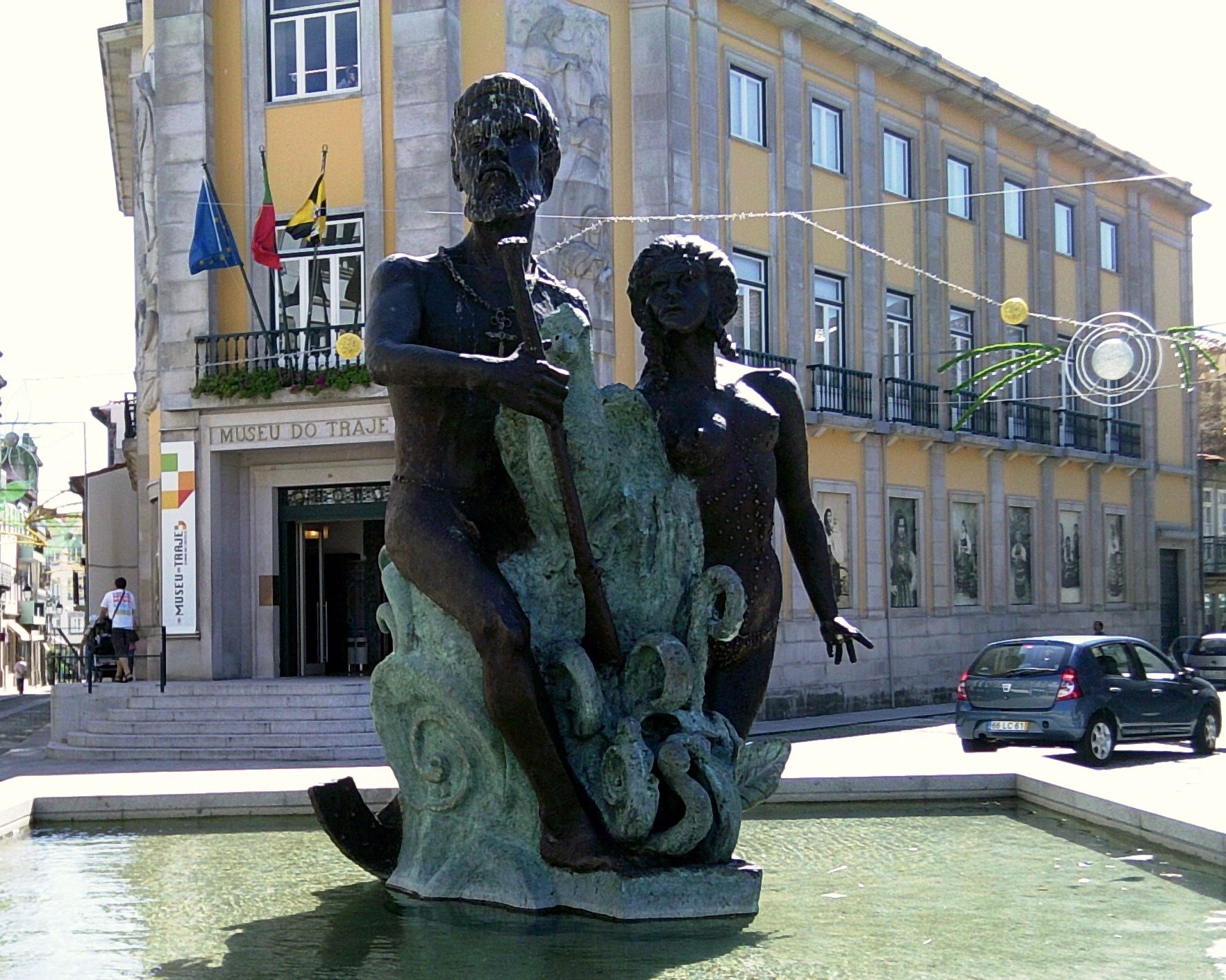
Caramuru y Paraguaçu, Viana do Castelo (Portugal).

La habría ofrecido como esposa su padre, el cacique Taparica, al náufrago portugués Diogo Álvares, el Caramuru, que gozó de gran protagonismo entre los tupinambás de Bahía. Murió a una edad avanzada en el año 1583 y redactó un testamento que aún existe hoy en el Monasterio de São Bento da Bahia, donde deja su propiedad a los monjes benedictinos. Sus restos descansan en la Iglesia y Abadía de Nossa Senhora da Graça, en Salvador.
Una imagen de Catarina Paraguaçu se encuentra al pie del Caboclo do Dois de Julho, un monumento ubicado en la plaza Campo Grande en el centro de Salvador.
Según una leyenda, Catarina habría tenido frecuentes sueños de náufragos, pasando hambre y frío, entre ellos, una mujer con un niño en brazos. Confiando en el carácter místico de los sueños de su esposa, Caramuru les habría ordenado que buscaran por la orilla, hasta encontrar varios náufragos, pero no había mujeres entre ellos. Catarina volvió a soñar con la misma mujer y le habría pedido que le construyera una casa en su pueblo. Pronto se encontró una imagen de la Virgen María con el niño Jesús en brazos, que se encuentra en el altar de la Iglesia de la Gracia.
Otra tradición también nos cuenta la fuente en los alrededores del barrio de Graça en el que solía bañarse, donde se ubica una plaza renovada por el gobierno.